# أي أس أف جي

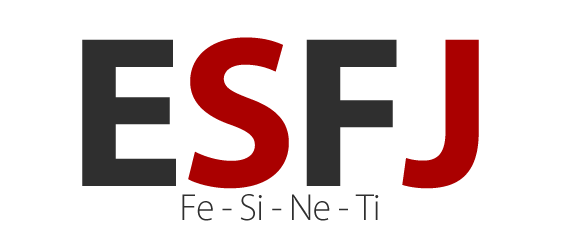

نمط المعطي واختصاره (بالإنجليزية: ESFJ)‏ وهذه الحروف اختصار ل (بالإنجليزية: (Extraversion, Sensing, Feeling, Judgment))‏ وتعني الانبساط، الإحساس، المشاعر، واطلاق الأحكام. وأستخدم هذا الاختصار في مؤشر مايرز بريغز للنوع للإشارة لنوع شخصية واحد بين 16 شخصية.

## شخصية المعطي
المعطي شخص (اجتماعي، حسي، عاطفي، صارم). أي أس أف جي هي اختصار يستخدم في منشورات أنواع الشخصيات لمايرز بريغز MBTI ويشير إلى واحدة من الست عشر نوع للشخصية. تقييم MBTI طور من عمل الطبيب النفسي البارز كارل جي جونغ في كتابه الانواع النفسية. يونغ اقترح تصنيفا للنفسية على اساس نظرياته في الوظائف المعرفية التي طورها خلال ملاحظاته العلاجية. من عمل جونغ، اخرون طوروا تصنيفا للشخصيات. تقييم الشخصية الجونغية يتضمن تقييم MBTI مطور من قبل إيزابيل بريغز مايرز وكاثرين كوك بريغز ونظرية كريسي للأمزجة مطورة من عمل ديفيد كريسي. صنف كريسي أي أس أف جي كمعطين، واحدة من الأربع أنواع التي تنتمي للأمزجة التي سماهم بالحماة. المعطي يحسب مابين 9-13٪ من المجتمع.

## خصائص المعطي
ان الاشخاص ذوي الشخصيات الحساسه يركزون على العالم الخارجي يقيمون خبراتهم بموضوعيه وهم بشكل ملحوظ يؤسسون احكامهم على نظام معتقداتهم وايضا على تاثير الاحداث على الناس الحساسون شخصيات ادبيه صارمه يضعون ثقتهم في المعلومات التي جمعوها بواسطة احساسهم النفسي وهذه الشخصيات تتمتع بالدفء من خلال اهتمامهم بالجانب الإيجابي عند الآخرين وهم مهارون في إخراج الأفضل من الناس ويرغبون دائما في فهم وجه نظر الآخرين وهم جادين في تحمل المسؤليه يفهمون مايجب عمله ويعملوه. هم دائما محترفين في المهام ذات التفاصيل ويستمتعون كثيرا بعمل اشياء بسيطه تجعل حياة الآخرين أسهل فهم يقدرون التقاليد ومستوى الامان الذي توفرها تلك التقاليد ولانهم ينجرحون بسهوله فالحساسون يسعون للاستحسان فهم يسعدون بسعادة الآخرين وهم يعطون بسخاء ولكن يتوقعون التقدير في المقابل. ولانهم يشعرون بالحاجات النفسية للاخر فهم يستجيبون لتقديم العناية العملية ولان الحساسون قراء خبيرون فهم يكيفون طباعهم لمقابلة توقعات الآخرين وبالرغم من ذلك فقد يجدون صعوبه في معرفة نقاط ضعف التوقعات المحبوبه هولاء الاشخاص الحساسون يميلون إلى التعبير عن احساسهم بالخطا والصحيح بشكل لفظي واحكامهم المتعلقة بالعالم الخارجي دائما ماتقوم على اخلاقهم الشخصية مع مراعاة مبداء الاخذ والعطاء الاجتماعي وبمقارنة حاجتهم الشخصية فاخلاق الحساسون تميل إلى القيام على الاخلاق المجتمعيه أكثر من الاخلاق الفردية الذاتية.
الحساسون الذين نشأو في بيئات خلقيه عاليه يميلون لتقديم الكرم والعطف بينما هؤلاء الذين نشاؤ محاطين بفضائل منحرفه فهم ربما يتمتعون باحساس خاطئ من النزاهة ويستخدمون مهاراتهم الإنسانية بتقدير الآخر بشكل اناني وخاصه إذا كان اقدامهم تطور بشكل خاطئ تاركهم غير قادرين على التنبؤ بعواقب سلوكياتهم.
ان الشخص الحساس يسعي إلى بيئه منتظمه محكمة ويميلون للإحساس بكونهم افاضل وذلك بخلق نوع من الترتيب وهم بشكل عام يشعرون بعدم الأمن في اجواء الشك وهم يقدرون حكم القانون ويتوقعون ذلك من الآخرين ويبدو ان هذه الشخصيات لاتهتم كثيرا بفهم المصطلحات خلف القوانين مائلين إلى الابتعاد من مجرده وغير شخصيه.